# Pierre Littbarski
Pierre Littbarski, né le 16 avril 1960 à Berlin (Allemagne de l'Ouest), est un footballeur allemand, désormais entraîneur.
Au poste d'ailier droit, Littbarski est un cadre de la sélection allemande dans les années 1980. Après deux finales de Coupe du monde perdues en 1982 et 1986, il remporte avec la Mannschaft l'édition 1990 en Italie.

## Biographie

### Carrière de joueur
Natif de Berlin-Ouest, Littbarski découvre le football dans un club du quartier, le VfL Schöneberg, dans le district de Schöneberg de Berlin. À 16 ans, il poursuit son apprentissage au Hertha Zehlendorf, un célèbre club formateur de la ville. Il y est repéré par le FC Cologne, qui l'engage en 1978, alors qu'il a 18 ans. Il intègre dès sa première saison le groupe professionnel, et fait rapidement ses débuts en Bundesliga. En 1979, il est appelé en équipe d'Allemagne espoirs pour laquelle il va inscrire 18 buts en 21 sélections. Son triplé en finale du championnat d'Europe espoirs en 1982 est cependant insuffisant pour y battre l'Angleterre.
Littbarski s'impose en parallèle comme un joueur majeur du FC Cologne, avec lequel il atteint la 2e place du championnat en 1982 et remporte la coupe d'Allemagne en 1983. Initialement attaquant de pointe, il recule et devient milieu offensif ou ailier droit, où il peut user de ses redoutables dribbles. En 1985, un but qu'il inscrit contre le Werder de Brême est élu « but de l'année » en Allemagne.
Lors de la Coupe du monde 1982, il dispute tous les matchs de son équipe qui échoue en finale contre l'Italie (3-1). Lors d'une demi-finale d'anthologie contre la France, après un match à rebondissements, les deux équipes sont à égalité 3 à 3 après les prolongations et les tirs au but doivent décider du sort du match. Littbarski est le quatrième tireur du côté allemand et marque son tir au but. Juste avant son tir au but, mais alors que les caméras s'attardent sur lui et Stielike, le français Didier Six manque son tir au but. À cause du fait que toutes les caméras s'étaient braquées sur lui et Stielike, il n'existe aucune trace filmée du tir de Didier Six.
En 1986, enorgueilli d'une 2e finale de Coupe du monde d'affilée, Littbarski rejoint la cohorte de stars du Matra Racing, en France. Après une saison bien décevante (le club parisien termine au 13e rang), il fait son retour à Cologne pour 3,9 millions de francs. Il y atteint de nouveau deux fois la 2e place du championnat, en 1989 et 1990. Surnommé « Litti », il se fait apprécier des supporteurs allemands pour ses talents offensifs et son humour en dehors des terrains. 
En 1993, à 33 ans, il part terminer sa carrière de joueur professionnel dans le nouveau championnat professionnel lancé au Japon, la J-League. Il porte les couleurs du JEF United Ichihara puis du Brummel Sendai.
Il compte 73 sélections et 18 buts en équipe d'Allemagne, entre 1981 et 1990. Il annonce la fin de sa carrière internationale après le sacre mondial de 1990, à 30 ans.

### Carrière d'entraîneur
Après sa retraite sportive, Littbarski se reconvertit comme entraîneur. Il entame sa nouvelle carrière au Japon, en prenant en février 1999 les rênes du Yokohama FC. Il remporte la Japan Football League en 1999 et 2000, synonyme d'accession en 2e division de la J. League. 
Il revient en janvier 2001 en Allemagne et devient l'adjoint de Berti Vogts, l'ancien sélectionneur allemand, au Bayer Leverkusen. La saison suivante, il dirige le MSV Duisbourg, un club ambitieux de 2. Bundesliga. Sa première saison est moyenne et après un début de deuxième exercice difficile, il quitte le club en novembre 2002.
En 2003, il revient au Yokohama FC, en J. League Division 2, et y reste deux ans. Son équipe termine 11e puis 8e sur 12. En 2005, il est recruté par le Sydney FC, un club nouvellement créé pour participer à l’A-League australienne. Critiquée pour son jeu défensif, son équipe remporte la Coupe des champions d'Océanie 2005, qualificatif pour le championnat du monde des clubs de la FIFA 2005, puis enlève la première édition du nouveau championnat. Mais Littbarski, en conflit (notamment financier) avec la direction, quitte le club en mai 2006. Il est pendant l'été consultant pour RTL lors de la Coupe du monde.
Littbarski est nommé en décembre 2006 entraîneur d'Avispa Fukuoka, juste après la relégation du club en J. League Division 2. Il y reste une saison et demie sans parvenir à se mêler à la lutte pour la montée, puis est remplacé par Yoshiyuki Shinoda. Quelques jours plus tard, il est recruté par les Iraniens du Saipa Karaj. Son contrat prend fin en octobre, après seulement neuf matchs.
En novembre 2008 Littbarski fait son retour en Europe, en tant que manager du FC Vaduz, un club du Liechtenstein évoluant en championnat de Suisse. En mauvaise posture à son arrivée, le club est relégué en fin de saison. Littbarski est licencié le 12 avril 2010 alors que les espoirs de remontée immédiate ont pratiquement disparu.
En 2010, il intègre l'équipe technique du VfL Wolfsburg, comme adjoint de Steve McClaren. Après le licenciement de ce dernier et pendant quelques semaines, il réalise un intérim à la tête de l'équipe, jusqu'à la nomination de Felix Magath dont il intègre à son tour l'équipe. En 2012, il quitte les terrains et devient chargé de recrutement pour le club allemand.

## Palmarès

### Comme joueur en sélection
Avec l'Allemagne
- Vainqueur de la Coupe du monde 1990
- Finaliste de la Coupe du monde 1982 puis de la Coupe du monde 1986
- Demi-finaliste de l'Euro 1988 avec l'Allemagne

Avec l'Allemagne des moins de 21 ans
- Finaliste du Championnat d'Europe espoirs en 1982

Avec le FC Cologne
- Finaliste de la Coupe de l'UEFA en 1986
- Vice-champion d'Allemagne en 1982, 1989 et 1990
- Vainqueur de la Coupe d'Allemagne en 1983
- Finaliste de la Coupe d'Allemagne en 1980 et 1991

### Comme entraîneur
Avec le Yokohama FC
- Vainqueur de la Japan Football League en 1999 et 2000

Avec le Sydney FC
- Vainqueur de la Coupe des champions d'Océanie en 2005
- Champion d'Australie en 2006

## Parcours

### Statistiques individuelles
| Club      | Club                | Club         | Championnat | Championnat | Coupe  | Coupe | CL     | CL   | Total  | Total |
| Saison    | Club                | Championnat  | Matchs      | Buts        | Matchs | Buts  | Matchs | Buts | Matchs | Buts  |
| --------- | ------------------- | ------------ | ----------- | ----------- | ------ | ----- | ------ | ---- | ------ | ----- |
| 1978-1979 | 1. FC Cologne       | Bundesliga   | 16          | 4           |        |       |        |      |        |       |
| 1979-1980 | 1. FC Cologne       | Bundesliga   | 34          | 7           |        |       |        |      |        |       |
| 1980-1981 | 1. FC Cologne       | Bundesliga   | 32          | 6           |        |       |        |      |        |       |
| 1981-1982 | 1. FC Cologne       | Bundesliga   | 33          | 15          |        |       |        |      |        |       |
| 1982-1983 | 1. FC Cologne       | Bundesliga   | 34          | 16          |        |       |        |      |        |       |
| 1983-1984 | 1. FC Cologne       | Bundesliga   | 33          | 17          |        |       |        |      |        |       |
| 1984-1985 | 1. FC Cologne       | Bundesliga   | 28          | 16          |        |       |        |      |        |       |
| 1985-1986 | 1. FC Cologne       | Bundesliga   | 24          | 8           |        |       |        |      |        |       |
| 1986-1987 | RC Paris            | Division 1   | 32          | 4           |        |       |        |      |        |       |
| 1987-1988 | RC Paris            | Division 1   | 2           | 0           |        |       |        |      |        |       |
| 1987-1988 | 1. FC Cologne       | Bundesliga   | 31          | 8           |        |       |        |      |        |       |
| 1988-1989 | 1. FC Cologne       | Bundesliga   | 30          | 5           |        |       |        |      |        |       |
| 1989-1990 | 1. FC Cologne       | Bundesliga   | 34          | 8           |        |       |        |      |        |       |
| 1990-1991 | 1. FC Cologne       | Bundesliga   | 15          | 2           |        |       |        |      |        |       |
| 1991-1992 | 1. FC Cologne       | Bundesliga   | 36          | 1           |        |       |        |      |        |       |
| 1992-1993 | 1. FC Cologne       | Bundesliga   | 26          | 3           |        |       |        |      |        |       |
| 1993      | JEF United Ichihara | J. League D1 | 35          | 9           | 3      | 2     | 6      | 0    | 44     | 11    |
| 1994      | JEF United Ichihara | J. League D1 | 28          | 1           | 0      | 0     | 2      | 0    | 30     | 1     |
| 1996      | Brummell Sendai     | JFL D1       | 27          | 5           | 3      | 1     | -      | -    | 30     | 6     |
| 1997      | Brummell Sendai     | JFL D1       | 2           | 0           | 0      | 0     | 5      | 0    | 7      | 0     |
| Pays      | Allemagne           | Allemagne    | 406         | 116         |        |       |        |      |        |       |
| Pays      | France              | France       | 34          | 4           |        |       |        |      |        |       |
| Pays      | Japon               | Japon        | 92          | 15          | 6      | 3     | 13     | 0    | 111    | 18    |
| Total     | Total               | Total        | 532         | 135         |        |       |        |      |        |       |

| Année | Matchs | Buts |
| ----- | ------ | ---- |
| 1981  | 2      | 3    |
| 1982  | 15     | 5    |
| 1983  | 8      | 0    |
| 1984  | 3      | 0    |
| 1985  | 10     | 4    |
| 1986  | 7      | 0    |
| 1987  | 6      | 3    |
| 1988  | 8      | 0    |
| 1989  | 4      | 2    |
| 1990  | 10     | 1    |
| Total | 73     | 18   |

### Entraîneur
- 1999 et 2000 :  Yokohama FC
- Janvier à mai 2001 :  Bayer Leverkusen (Adjoint de Berti Vogts)
- 2001 à novembre 2002 :  MSV Duisbourg
- 2003 et 2004 :  Yokohama FC
- 2005 à mai 2006 :  Sydney FC
- Janvier 2007 à juillet 2008 :  Avispa Fukuoka
- Juillet 2008 à oct. 2008 :  Saipa Karaj
- 2008 à 2010 :  FC Vaduz (Challenge League)
- 2010 à fév. 2011 :  VfL Wolfsburg (Adjoint de Steve McClaren)
- Février à mars 2011 :  VfL Wolfsburg (intérim)